# Кочетков, Алексей Гаврилович
Алексей Гаврилович Кочетков (1918—1942) — Герой Советского Союза, участник Великой Отечественной войны, уроженец Чаплыгинского района Липецкой области, активный участник партизанской борьбы в Украине, командир партизанской роты.

## Биография
Родился 30 марта 1918 года в селе Соловое ныне Чаплыгинского района Липецкой области в крестьянской семье. С ранних лет работал ремонтником и грузчиком на станции Калининской железной дороги, а с 1937 года — слесарем в Московском институте горной промышленности.
В 1938 году призван в ряды Красной Армии. Был направлен на учёбу в артиллерийское училище. В период освободительного похода Красной Армии в Западную Украину и Западную Белоруссию был среди воинов-освободителей. Участник советско-финской войны, принимал участие в штурме Выборга.
С началом Великой Отечественной войны, воинскую часть, в которой служил лейтенант А. Г. Кочетков, перебросили на Западный фронт. В боях под Смоленском он попал в окружение, но не сложил оружие. Собрав таких же, как он сам, патриотов, объединил их в отряд, насчитывавший 35 человек, и начал партизанскую борьбу.
В ноябре 1941 года из разрозненных партизанских отрядов собрал и возглавил роту, вошедшую затем в крупное партизанское соединение.
В июне 1942 года оккупанты после длительных безуспешных попыток выбить партизан из леса вблизи Ямполя решили в нарушение международных соглашений применить артиллерию с газовыми снарядами. Выход был один — захватить посёлок Ямполь и обезвредить опасное оружие.
Партизаны под командованием Алексея Кочеткова в одном из боёв под селом Антоновка отвлекли на себя подразделения эсэсовского полка и разгромили их. Рота под его руководством первой ворвалась в Ямполь. Вскоре оккупанты в Ямполе были уничтожены. Смертоносные химические снаряды очутились в руках партизан и были обезврежены.
В октябре 1942 года партизаны по приказу командования выступили в рейд из Брянских лесов на Правобережную Украину. 7 ноября 1942 года они подошли к Днепру в районе города Лоев. Первой форсировала Славутич рота Алексея Кочеткова. Переправившись через реку, партизаны захватили ряд населённых пунктов на правом берегу и в течение двух суток отражали атаки гитлеровцев. Благодаря мужественным действиям Алексея Кочеткова переправа прошла успешно.
В ночь с 14 на 15 ноября 1942 года партизаны завязали бой с фашистским гарнизоном райцентра Хойники. Бой длился 14 часов и закончился победой партизан. Вражеский гарнизон был разгромлен, на улицах города осталось более 200 убитых гитлеровцев. Погиб в этом же бою.
Указом Президиума Верховного Совета СССР «О присвоении звания Героя Советского Союза украинским партизанам» от 4 января 1944 года за «образцовое выполнение боевых заданий командования в борьбе против немецко-фашистских захватчиков в тылу противника, и проявленные при этом отвагу и геройство и за особые заслуги в развитии партизанского движения на Украине» удостоен посмертно звания Героя Советского Союза.

## Награды
- Героя Советского Союза (посмертно)
- Орден Ленина

## Память
- В городе Хойники на доме, близ которого проходил смертный бой, установлена мемориальная доска[2] с фамилиями погибших. Именем Героя названа одна из улиц этого города[3].
- Стела на Аллее Славы в Хойниках в честь Героя.
- 5 мая 1965 года в Липецке Полтавская улица была переименована в улицу Кочеткова.
- В Рогачёве одна из улиц названа в честь А. Г. Кочеткова.